# Adlullia epirotica
Adlullia epirotica är en fjärilsart som beskrevs av Collenette 1932. Adlullia epirotica ingår i släktet Adlullia och familjen tofsspinnare. Inga underarter finns listade i Catalogue of Life.